# Octaedru stelat
Octaedrul stelat este singura stelare a octaedrului. Este numit și stella octangula (în română stea cu opt colțuri), un nume dat de Johannes Kepler în 1609, deși era cunoscut de geometri de mai mult timp. A fost descris în 1509 de Luca Pacioli în De Divina Proportione.
Este cel mai simplu dintre cei cinci compuși poliedrici și singurul compus de două tetraedre regulat. Este, de asemenea, cel mai puțin dens dintre compușii poliedrici obișnuiți, având densitatea 2.
Poate fi văzut ca o extensie tridimensională a hexagramei. Hexagrama este o formă bidimensională formată din două triunghiuri echilaterale suprapuse, cu simetrie față de centru între ele. În același mod octaedrul stelat poate fi format din două tetraedre suprapuse cu simetrie față de centru. Acest lucru poate fi generalizat la orice construcție din dimensiuni superioare: construcția echivalentă în patru dimensiuni este compus de două 5-celule. Poate fi văzut și ca una dintre etapele în construcția unui fulg de zăpadă Koch, o formă fractală formată prin atașarea repetată a tetraedrelor mai mici la fiecare față triunghiulară a unei figuri mai mari. Prima etapă a construcției fulgului de zăpadă Koch este un singur tetraedru central, iar a doua etapă, formată prin adăugarea a patru tetraedre mai mici pe fețele tetraedrului central, este octaedrul stelat.
Notațiile Coxeter sunt: {4,3}, [2{3,3}] sau {3,4}, în funcție de cum este perceput compusul.

## Construcție
Coordonatele carteziene ale octaedrului stelat sunt următoarele: (±1/2, ±1/2, 0), (0, 0, ±1/√2), (±1, 0, ±1/√2), (0, ±1, ±1/√2).
Octaedrul stelat poate fi construit în mai multe feluri:
- Prin stelarea octaedrului regulat, pe fețele sale. În clasificarea Wenninger este poliedrul W19.

| În perspectivă | Planul stelării | Singura stelare posibilă a unui octaedru regulat, cu un plan al stelării în galben. |

- Ca un compus poliedric regulat, atunci când este construit ca reuniunea a două tetraedre regulate (un tetraedru regulat și dualul său).
- Ca o  augmentare a octaedrului regulat, prin adăugarea de piramide tetraedrice pe fiecare față. În această construcție are aceeași topologie ca și poliedrul Catalan octaedru triakis, care are piramide mult mai scurte.

| Imagine indisponibilă |  | Imagine indisponibilă                          |
| Fațetarea cubului     |  | O fațetă triunghiulară diagonală colorată roșu |

- Prin fațetarea cubului, cu care are în comun vârfurile.
- Ca o {4/2} antiprismă; {4/2} fiind o tetragramă, un compus de două digoane duale, iar tetraedrul văzut ca o antiprismă digonală, acesta poate fi văzut ca un compus de două antiprisme digonale.
- Ca o desfășurată a unei piramide octaedrice, formată dintr-un octaedru central înconjurat de opt tetraedre.

## Concepte conexe
| Imagine indisponibilă                                                                       |  | Imagine indisponibilă                                                                    |
| Octaedrul stelat este prima stelare a analogului tridimensional al unui fulg de zăpadă Koch |  | La o pavare sferică, laturile compusului de două tetraedre formează un dodecaedru rombic |

Se poate construi un compus de două tetraedre sferice ca în imaginea alăturată.
Cele două tetraedre ale vederii compuse a octaedrului stelat sunt „desmice”, ceea ce înseamnă că (atunci când este interpretat ca o dreaptă din spațiul proiectiv) fiecare latură a unui tetraedru intersectează două laturi opuse ale celuilalt tetraedru. Una dintre aceste două intersectări este vizibilă în octaedrul stelat; cealaltă intersectare are loc într-un punct de la infinit al spațiului proiectiv, între două laturi paralele ale celor două tetraedre. Aceste două tetraedre pot fi completate într-un sistem desmic de trei tetraedre, unde cele patru vârfuri ale celui de al treilea tetraedru sunt cele trei puncte de la infinit și centrul celor două tetraedre finite. Aceste douăsprezece vârfuri ale tetraedrelor formează punctele configurației Reye.

## În cultura populară
Octaedrul stelat apare împreună cu alte poliedre și compuși poliedrici în lucrarea "Stars" de M. C. Escher și este forma reprezentativă în Double Planetoid (1949) de Escher.

## Imagini din diferite unghiuri

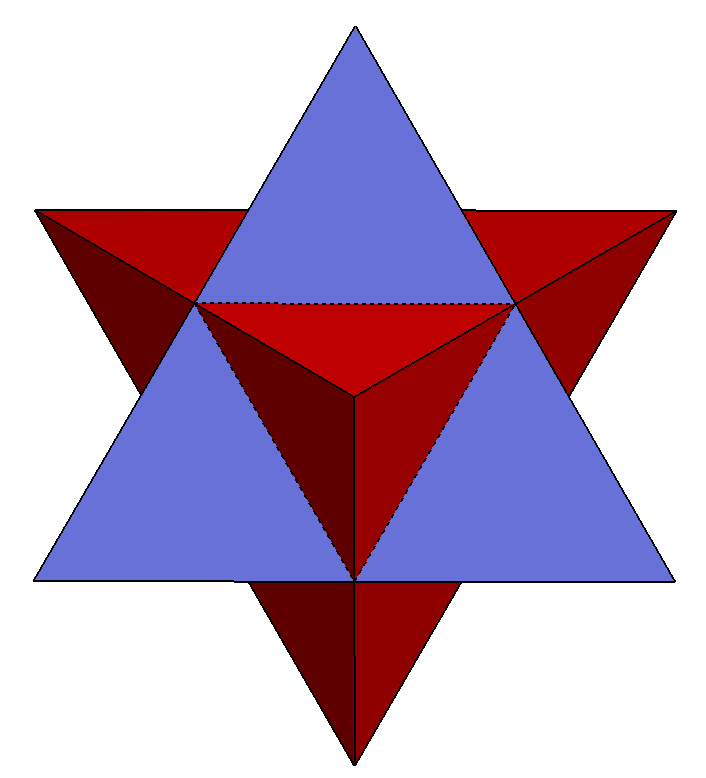